# Francisco Polanco
Pour les articles homonymes, voir Polanco.
Francisco Polanco est un peintre baroque espagnol, mort en 1651.